# Préseau
Préseau ist eine französische Gemeinde mit 2.083 Einwohnern (Stand: 1. Januar 2022) im Département Nord in der Region Hauts-de-France. Sie gehört zum Kanton Marly im Arrondissement Valenciennes und ist Mitglied im Gemeindeverband Valenciennes Métropole. Die Einwohner werden Présellois genannt.

## Geographie
Die Gemeinde Préseau liegt sieben Kilometer südwestlich der Grenze zu Belgien und sechs Kilometer südöstlich von Valenciennes. Umgeben wird Préseau von den Nachbargemeinden Saultain im Norden, Curgies im Nordosten, Villers-Pol im Osten und Südosten, Maresches im Süden, Artres im Südwesten und Westen sowie Aulnoy-lez-Valenciennes im Westen und Nordwesten.

## Bevölkerungsentwicklung
| Jahr                       | 1962 | 1968 | 1975 | 1982 | 1990 | 1999 | 2006 | 2012 | 2020 |
| Einwohner                  | 1703 | 1590 | 1675 | 1812 | 1900 | 1833 | 1865 | 1821 | 2048 |
| Quellen: Cassini und INSEE |      |      |      |      |      |      |      |      |      |

## Sehenswürdigkeiten
- Kirche Sainte-Aldegonde aus dem Jahr 1866 mit Pfarrhaus
- Kapelle Notre-Dame-de-Bon-Voyage und Calvaire von 1833
- Reste des Schlosses Croÿ
- Gutshöfe mit Taubenschlägen
- alte Brauerei

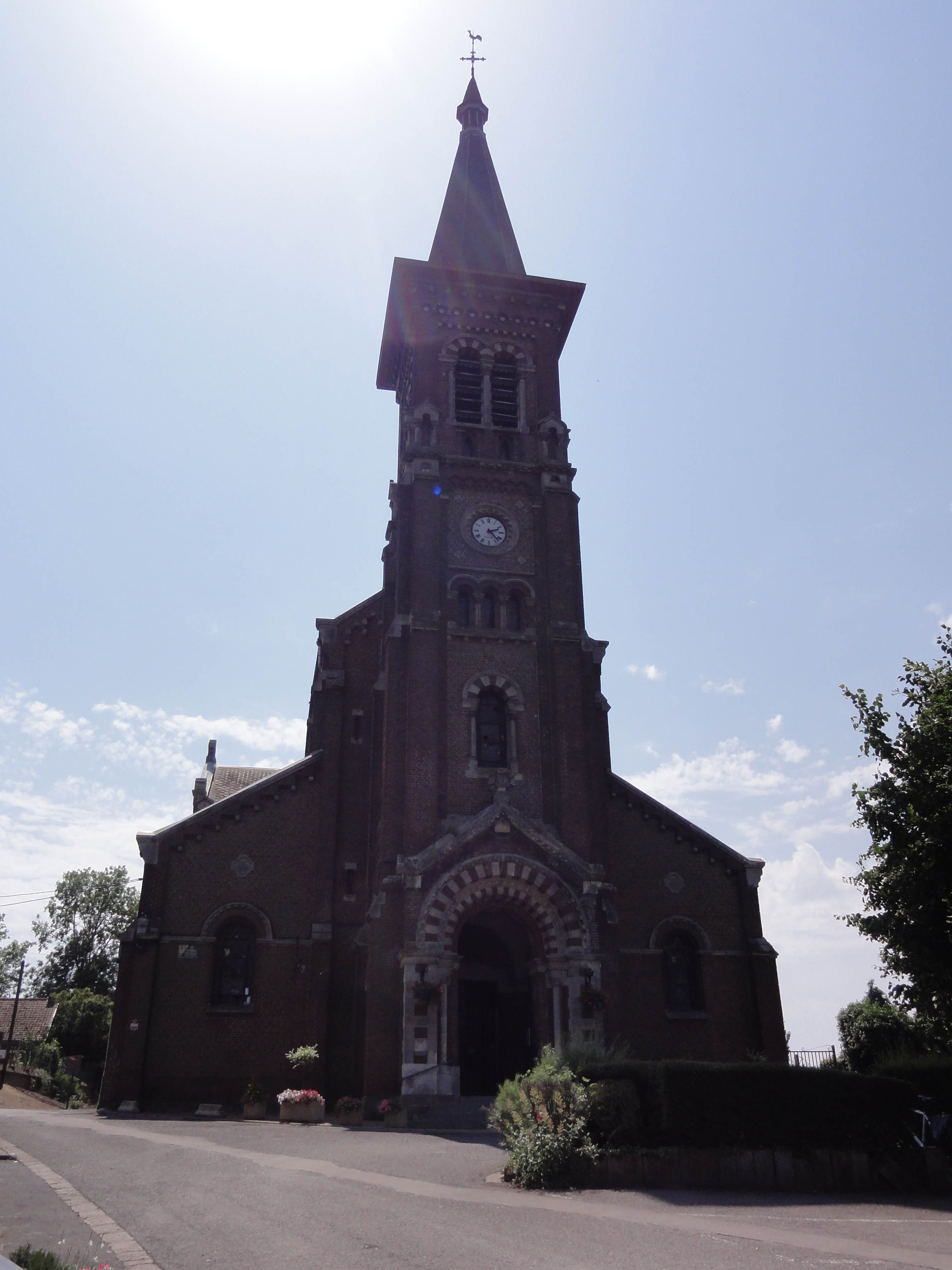
Kirche Sainte-Aldegonde
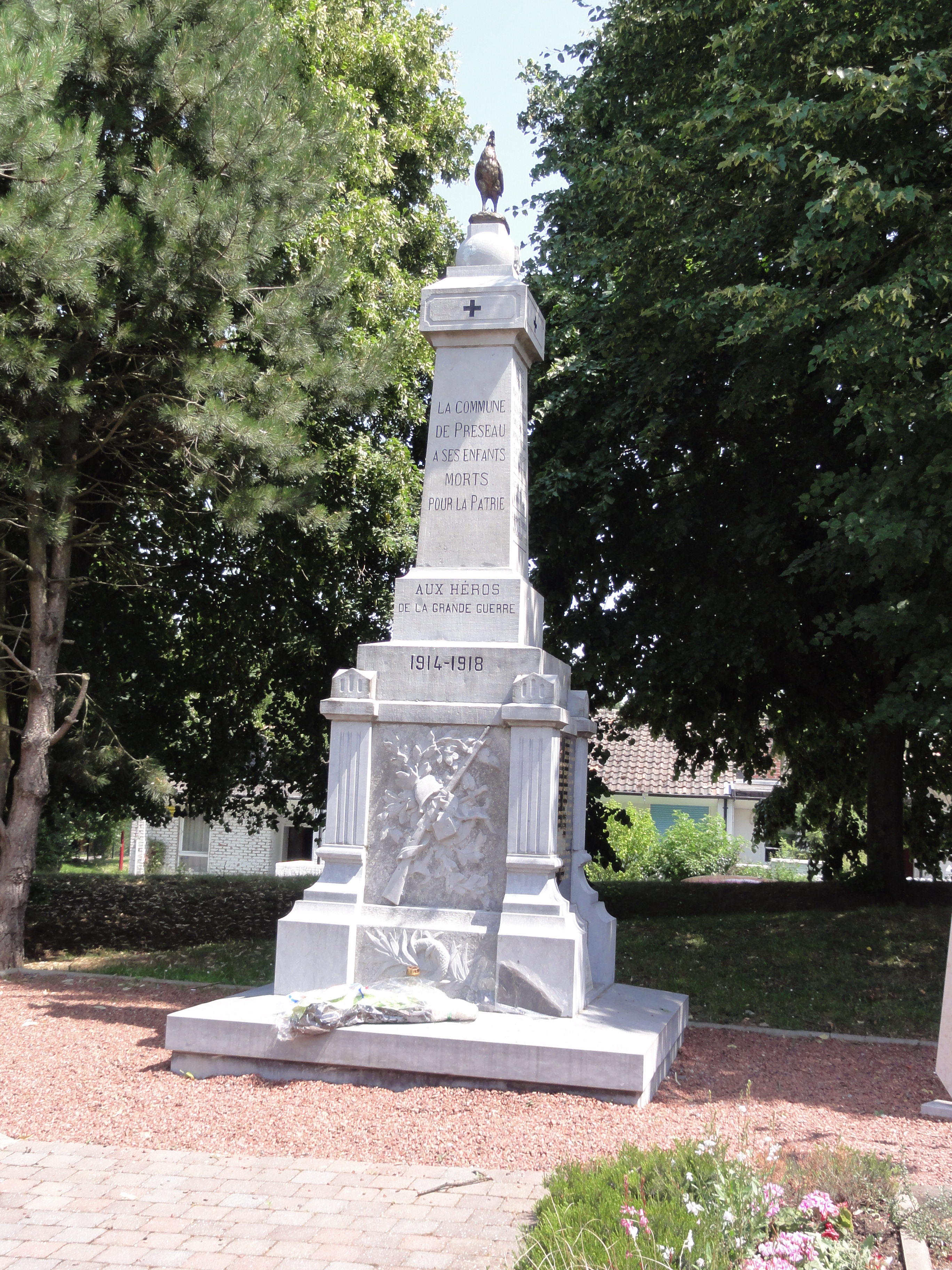
Gefallenendenkmal